# Iceberg skridskopalats
Ajsberg eller Iceberg skridskopalats (ryska: Дворец Зимнего Спорта Айсберг Dvorets Zimnevo Sporta Ajsberg) är en ishall i OS-byn Sotji, Ryssland. Hallen stod värd för tävlingar i konståkning och short track vid olympiska vinterspelen 2014.
Hallens läktarkapacitet är 12 000, och den invigdes 2012.